# Machete

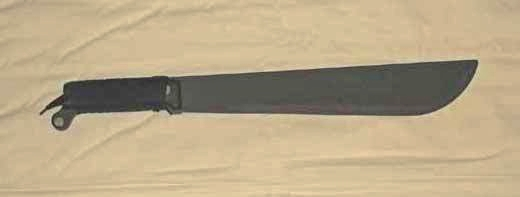
Machete

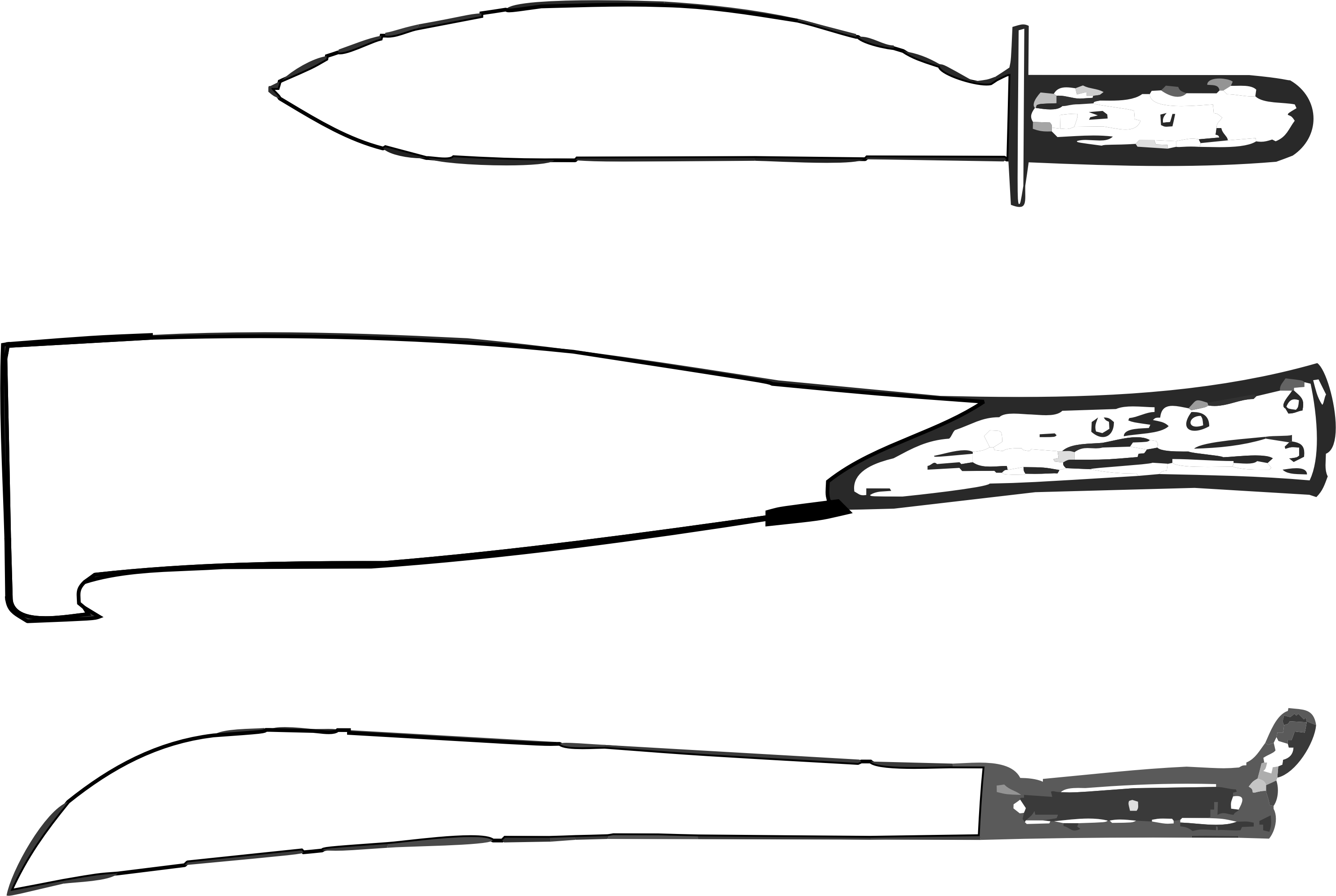
A machete változatai

A machete egy nagy vágószerszám, a kardnál és a szablyánál rövidebb, bozótvágó kés. Hossza 60 cm-ig terjedhet, az éles penge vastagsága néhol csak néhány milliméter. Latin-amerikai országokból származik, ahol a nehezen áthatolható esőerdőkben, illetve bizonyos mezőgazdasági munkálatoknál használják. Nemzetközileg ismertté vált, azóta az alakja némileg módosult.

## Elnevezése
A machete a spanyol macho szó kicsinyítőképzős alakja, melynek forrása a latin marcŭlu(m), am. ’kis kalapács’.